# فردینانت آنتونی اوسندوفسکی
فردینانت آنتونی اوسندوفسکی (لهستانی: Ferdynand Antoni Ossendowski؛ ‏ تلفظ لهستانی: [fɛrˈdɨ.nant anˈtɔ.ɲi ɔs.sɛnˈdɔf.ski]؛ ‏ ۲۷ مهٔ ۱۸۷۶ – ۳ ژانویهٔ ۱۹۴۵) نویسنده، روزنامه‌نگار، استاد دانشگاه و کنشگر سیاسی ضد کمونیسم اهل لهستان بود. دلیل شهرت او نگاشتن کتاب‌هایی دربارهٔ ولادیمیر لنین و جنگ داخلی روسیه است که خودش در آن شرکت داشت. او تحت تعقیبِ کمیساریای خلق در امور داخلی بود و به سبب کتاب‌هایش دربارهٔ لنین و سیستم حکومتی شوروی دشمن خلق محسوب می شد به نحوی که ماموران امنیتی شوروی پس از مرگ و خاکسپاری‌اش، نبش قبر کردند تا جسد را بررسی کنند و مطمئن شوند که او واقعا مرده است.
وی همچنین برندهٔ جوایزی همچون نشان افسر و شوالیهٔ لژیون دونور شده‌است.